# Фюрих, Карл
Карл Борромеус Фюрих (нем. Carl Borromäus Führich; 24 октября 1865, Ямниц (ныне Емнице, Чехия) — 30 апреля 1959, Вена) — австрийский композитор и дирижёр.
Окончил консерваторию Венского общества друзей музыки, ученик Антона Брукнера (орган), Вильгельма Шеннера (фортепиано) и Франца Кренна (композиция). Выступал как пианист и органист, преподавал, с 1891 г. дирижировал Венской певческой академией, в 1898—1899 гг. исполнял обязанности её руководителя. В 1891—1942 гг. хормейстер венской Церкви пиаристов. Также на протяжении многих лет руководил любительским хором Австрийских железных дорог, был удостоен почётной медали, на углу венских улиц Вааггассе и Шеффергассе от имени этого хорового коллектива установлена мемориальная доска Фюриху.
Автор опер «Ангела» и «Долг любви» (нем. Liebesschuld), разнообразных религиозных хоровых сочинений.
Почётный гражданин Вены (1925).